# Anton Eichholzer
Anton „Toni” Eichholzer (ur. 5 sierpnia 1903, zm. ?) – austriacki bokser.
Eicholzer brał udział na Igrzyskach Olimpijskich w 1924 roku, uczestniczył w zawodach wagi lekkiej. W pierwszej rundzie zawodów przegrał z Haakonem Hansenem.